# Fascismo tropical
Na ciência política, o fascismo tropical, por vezes também conhecido como fascismo moreno, é um tipo de estado pós-colonial considerado fascista ou com fortes tendências fascistas. Esse tipo de fascismo pode ser entendido como uma racionalidade hipermilitarizada nortada pela guerra e desinformação, mas, principalmente, orientada, pela cega e inquestionável a uma autoridade, respeitando absolutamente às hierarquias, independente de serem inconstitucionais. O fascismo tropical tem mais amor pela violência do fascista chefe que pela instauração de uma ordem.

## Diferença do fascismo tradicional.
Enquanto no fascismo tradicional o passado é glorioso e os ancestrais exaltados, no fascismo tropical o passado foi vergonhoso e deve ser obliterado. Um dos objetivos do fascismo tropical é expurgar o território nacional de seus males. Somente o patriarca é respeitável. O fascismo tropical também difere de seu irmão europeu o protecionismo para o interesse nacional. Privatização, destruição de empresas nacionais e entrega das riquezas nacionais podem conviver em seu discurso porque o nacionalismo é pura e simplesmente a defesa da família tradicional, defensa da moralidade e dos bons costumes e a repressão da sexualidade.

## Exemplo de governos fascistas tropicais

### Brasil
O governo Bolsonaro foi acusado de ser outro exemplo de fascismo tropical; Bolsonaro é eleito deputado como o grande patriarca do fascismo tropical.  No entanto, os especialistas concluíram que o projeto político de Bolsonaro é somente um caso de proto-fascismo tropical.

### Haiti
O termo tem sido usado para descrever vários regimes históricos no Haiti, como a presidência de Louis Borno ou o posterior governo de François Duvalier.

### Ruanda
A Coalizão pela Defesa da República e o movimento Hutu Power, um movimento Hutu ultranacionalista e supremacista que organizou e cometeu o genocídio de Ruanda com o objetivo de exterminar o povo Tutsi de Ruanda, foi descrito como um exemplo de "fascismo tropical" na África.

### Togo
O regime de Gnassingbé Eyadéma, ditador do Togo e líder do União do Povo Togolês.  Em 1969, foi criado um único partido, o  União do Povo Togolês, que garantiu o apoio entusiástico da população. Conspirações, reais ou imaginárias, inspiraram uma onda de prisões e torturas, algumas das quais resultaram em morte. O totalitarismo floresceu com propaganda frenética, o engajamento de pessoas e especialmente a juventude em 'grupos de entretenimento' e, principalmente, um culto desenfreado à personalidade construído em torno do patrono do Chefe de Estado. As pessoas espionavam e denunciavam seus vizinhos com medo de serem denunciadas primeiro, pois o Togo foi dominado pelo medo.
Em janeiro de 1994, um 'ataque terrorista' na fronteira de Gana provocou um bombardeio que durou vários dias, com execuções sumárias de jovens não combatentes, alguns dos quais foram mortos em suas camas de hospital. A opinião pública fala de 200 mortos, pois os cadáveres permaneceram nas ruas por vários dias antes de serem removidos pelo exército.
Recusando-se a aceitar a derrota eleitoral de seu partido, em fevereiro, Eyadema conseguiu manobrar e dividir a oposição. Ele conquistou o apoio de Edern Kodjo, que havia sido nomeado primeiro-ministro. Em maio de 1994, um caminhão blindado do Banco Central foi atacado no distrito administrativo. Os atacantes fugiram com 9,5 bilhões de FCFA, um recorde para os padrões do Mrican. O medo continuo a reinar em Lomé, que ainda está sob um toque de recolher de fato imposto por fascistas que fazem o que querem. Atividade da economia está quase paralisada e os salários não são pagos.